# George Adam Horrer
George Adam Horrer (* 11. Mai 1754 in Weißenborn; † 9. Mai 1822 in Weißensee) war ein deutscher lutherischer Theologe und Kirchenlieddichter. Er war Pastor zu Zeuchfeld, danach wurde er als Pastor sowie als Superintendent nach Weißensee berufen, wo er 67-jährig starb. Er verfasste einige pädagogische Schriften, dichtete aber auch geistliche Lieder, womit er sich einen Namen machte. Außerdem überarbeitete und übersetzte er Lieder mit Bezug auf das Alte Testament.

## Werke
- Nationalgesänge der Israeliten (Leipzig 1780)
- Neue Bearbeitung der Klaggesänge Jeremiä (Halle 1784)
- Neue Sonntagslieder (Weißenfels 1787; zweite Auflage 1789)